# Piet Klocke

Piet Klocke in Würzburg (2012)

Piet Klocke (eigentlich: Peter Klocke; * 20. Dezember 1948 in Essen) ist ein deutscher Musiker, Kabarettist, Autor und Schauspieler.

## Biografie
Piet Klocke wurde als Sohn des Art Directors Jens Klocke und dessen aus Metz stammender Frau Maria, geb. Lamijon, in Essen-Steele geboren. Seine ältere Schwester arbeitet als Biochemikerin in Wien. Klocke wuchs in Haarlem und Essen auf. Nach dem Abitur studierte er zunächst Psychologie und Pädagogik, später Germanistik und Philosophie an der Universität Bonn. Nach abgebrochenem Studium zog er nach Amsterdam, wo er zwei Jahre in diversen Funk- und Soulbands als Gitarrist spielte. Die Rückkehr nach Essen ging einher mit der Veröffentlichung seines ersten Bandes mit Gedichten und Aphorismen. Von 1980 bis 1982 arbeitete Klocke als Schauspieler an den Städtischen Bühnen Essen. Es folgte die Gründung des avantgardistischen Musiktheaters Kamikaze Orkester. Der Idee des Amsterdamer Hauser Orkater verpflichtet, mischte man expressiv-absurd Theater, Schauspiel und jegliche Art von Musik. Zu dieser Zeit entwickelte Klocke die Kunstfigur des „zerstreuten Professors“.
Es folgten die Gründung der NDW-Band Gesundes Volksempfinden und der EBM-Band The Tanzdiele und damit Auftritte zusammen mit Einstürzende Neubauten und Defunkt. Aus The Tanzdiele, die sich an DAF und Die Krupps orientierte, ging anschließend die Jazz-Funk-Band Die Tanzdiebe hervor. In der Folge produzierte Klocke mit Carmen Gaspar die Platte Puppe aus Glas und veröffentlichte unter seinem eigenen Namen mehrere Soloalben.
Gleichzeitig begann seine Film- und Fernsehmusiktätigkeit. Von ihm stammt unter anderem die Musik zu dem zweiteiligen TV-Thriller Der Leibwächter (WDR, 1989), dessen Regisseur Adolf Winkelmann mit dem Adolf-Grimme-Preis ausgezeichnet wurde, und zu dem Film Peng! Du bist tot!, ebenfalls mit Winkelmann als Regisseur. Neben 35 Film- und Fernsehmusik-Produktionen nahm Klocke mehrere Tonträger auf. Der Titelsong zum Film Peng! Du bist tot! (Kino und WDR) schaffte den Sprung in die Charts.
Klocke spielt die Rolle des zerstreuten Professors Schmitt-Hindemith, der durch Anakoluthe keinen seiner Sätze zu Ende bringt, sich durch abstruse Geschichten assoziiert und bei Applaus sein Publikum ermahnt: „Das geht alles von Ihrer Zeit ab!“ Die Teilnahme in der Show RTL Samstag Nacht und 7 Tage, 7 Köpfe sowie am Arosa Humor-Festival brachten den Durchbruch auch als Komödiant.
In einem Interview nannte Klocke den deutschen Kabarettisten Werner Finck als eines seiner Vorbilder. Bei einem Auftritt in einer Talkshow nannte er Loriot ebenfalls als Vorbild.
1995 kam die CD-Veröffentlichung des Bühnenprogramms HipHop für Angestellte (zusammen mit der Jazzsaxofonistin Simone Sonnenschein alias Angelika Kleinknecht) unter dem Titel Das geht alles von Ihrer Zeit ab! heraus. Aufhänger des Programms ist, dass er als Vertretung eingesprungen ist, um das Bühnenprogramm eines anderen – Piet Klocke – vorzutragen. 2007 folgte die CD Puffy Egborn II oder Scheitern als Weg! (Musik, Text, Programming und Mix: Piet Klocke).
2003 spielte der Schauspieler in der Neuverfilmung von Erich Kästners Das fliegende Klassenzimmer, 2005 neben Christiane Hörbiger und Armin Rohde den Wachtmeister Dimpfelmoser in Der Räuber Hotzenplotz und 2007 den Professor Bunsen van der Dunkel im Kurzfilm Mondmann.
Klocke lebt in Essen-Rellinghausen.

## Kabarettprogramme (Auswahl)
- HipHop für Angestellte – ein musikalischer Abschlussabend an der VHS (1999)
- Das Leben ist schön – gefälligst! (2009–2013)
- Auftritte als Professor Schmitt-Hindemith, an seiner Seite Angelika Kleinknecht (mit Simone Sonnenschein)

## Charakteristik
Charakteristisch sind seine scheinbar unkonzentrierte und durch permanentes Assoziieren beeinflusste Art zu sprechen und Sätze oft nicht zu beenden sowie sein exzentrisches Äußeres bei einer Körpergröße von 1,96 m.

## Bücher
- Irre bis wolkig in Höhenlagen (als Peter Klocke). DuMont, Köln 1974, ISBN 3-7701-0748-9.
- Das geht alles von Ihrer Zeit ab! Knaur, München 2000, ISBN 3-426-61602-5.
- Kann ich hier mal eine Sache zu Ende?! Heyne, München 2011, ISBN 978-3-453-60162-8.
- Kühe grasen nicht, sie sprechen mit der Erde. Heyne, München 2015, ISBN 978-3-453-20106-4.
- Fürs Leben muss man geboren sein. Notiertes Nichtwissen. Heyne, München 2021, ISBN 978-3-453-60549-7.

## Filmografie (Auswahl)

### Film und Fernsehen
- 1982: Bananen-Paul
- 1986: In den Todeskrallen des Dr. Do
- 1987: Peng! Du bist tot!
- 1988: A.D.A.M.
- 1993: Nordkurve
- 1995: Schwurgericht
- 1998: Silvias Bauch
- 2003: Das fliegende Klassenzimmer
- 2006: Mondmann
- 2006: Die wilden Hühner
- 2006: Der Räuber Hotzenplotz
- 2006: Rubikon
- 2006: Löwenzahn: Kakerlaken – Schabenalarm im Bauwagen
- 2007–2013: Neues aus der Anstalt (insg. 7 Folgen)
- 2008: Freche Mädchen
- 2009: Rapunzel

### Filmmusiken
- 1982: Bananen-Paul
- 1983: Leitmotiv
- 1983: Die Nacht und ihr Preis
- 1984: Hur und Heilig
- 1984: Führer durch die Welt
- 1986: 585 Kilohertz
- 1987: Monopoly
- 1987: Peng! Du bist tot!
- 1989: Tote leben nicht allein
- 1989: Der Leibwächter
- 1989: Der Mann mit den Bäumen
- 1990: Wedding
- 1991: Superstau
- 1991: Wer hat Angst vor Rot, Gelb, Blau?
- 1992: Andere Umstände
- 1992: Alles Lüge
- 1993: Nordkurve
- 1993: Kahlschlag
- 1994: Freundinnen
- 1995: Angst
- 1996: Absprung

### Synchronisation
- 2006: Nachts im Museum (Stimme von Museumsdirektor Dr. McPhee)
- 2009: Nachts im Museum 2 (Stimme von Museumsdirektor Dr. McPhee)

### Gastauftritte
- 2023, 2024, 2025: Wer weiß denn sowas?

## Diskografie
- Gesundes Volksempfinden – Gesundes Volksempfinden (LP, 1981)
- Piet Klocke – o’lala (LP, 1982)
- The Tanzdiele – Folgt den Führern! (LP, 1982)
- The Tanzdiele – Musik Musik Musik (7″, 1982)
- Die Tanzdiebe – Live (LP, 1982)
- Carmen – Puppe aus Glas (LP, 1982)
- Carmen – Es ist kalt (7″, 1982)
- Piet Klocke – Sklaven der Liebe (LP, 1983)
- Piet Klocke – Hua Hua Tschy Tschy (7″, 1983)
- Piet Klocke – Sklaven der Liebe (7″, 1983)
- Picture This – Bang! You Are Dead  (EP, 1987)
- Piet Klocke – Life Is A Sample (Die Leichte + die Schwere Welt) (CD, 1988)
- Piet Klocke – Es ist nur Fußball (Maxi-CD, 1994)
- Piet Klocke – HipHop für Angestellte (ein musikalischer Abschlußabend in der VHS) (CD, 1995)
- Piet Klocke – Luder (MCD, 1997)
- Piet Klocke – Das geht alles von Ihrer Zeit ab (CD, 1997)
- Piet Klocke – Abenteuer im Dioptrinanzug (2xCD, 2000)
- Piet Klocke – Puffy Egborn II oder Scheitern als Weg! (CD, 2006)

## Auszeichnungen
- 1998: Goldener Löwe von RTL
- 1999: Bayerischer Kabarettpreis – Hauptpreis
- 2001: Tegtmeiers Erben – Jurypreis
- 2005: Morenhovener Lupe